# Isaac Donkor
Isaac Donkor (Sekondi-Takoradi 16 de novembro de 1995) é um futebolista Ganês que atua como lateral-direito Atualmente joga pelo Bari.

## Biografia
Nascido no dia 16 de novembro de 1991 na cidade Sekondi-Takoradi no país da Gana começou sua carreira como jogador profissional em 2006 no clube Sekondi Hasaacas.

## Carreira
Começou sua carreira no Sekondi Hasaacas jogou de 2006 ate 2008 marcou 10 gols em 97 jogos. Em 2008 foi para o Liberty Professionals jogou de 2008 ate 2011 marcou 15 gols em 115 jogos se transferiu para o Aduana Stars jogou em 2011 na metade do ano marcou apenas 2 gols em 17 jogos no clube ,depois foi para o Heat of Lions de 2011 ate 2012 jogando no clube marcando 4 gols em 19 jogos jogando no clube , depois voltou para o Sekondi Hasaacas primeiro clube que jogou no profissional desta vez ele ficou so um ano no clube marcou 1 gol em 19 jogos depois foi para a europa jogar no clube da Internazionale da Itália não marcou nenhum gol em 20 jogos e joga desde 2012 no clube ate hoje.